# Centelleig
El centelleig, (en anglès, twinkling), és un terme genèric per a les variacions en la brillantor aparent, el color o la posició d'un objecte lluminós llunyà vist a través d'un medi. Si l'objecte es troba fora de l'atmosfera terrestre, com en el cas de les estrelles i els planetes, el fenomen rep el nom de centelleig astronòmic ; per als objectes de l'atmosfera, el fenomen s'anomena centelleig terrestre. Com un dels tres factors principals que regeixen la visió astronòmica (els altres són la contaminació lumínica i la coberta de núvols), el centelleig atmosfèric es defineix només com a variacions de la il·luminació
En termes simples, el centelleig de les estrelles és causat pel pas de la llum a través de diferents capes d'una atmosfera turbulenta. La majoria dels efectes de centelleig són causats per una refracció atmosfèrica anòmala causada per fluctuacions a petita escala de la densitat de l'aire generalment relacionades amb els gradients de temperatura. Els efectes de centelleig són sempre molt més pronunciats prop de l'horitzó que prop del zenit (directament a sobre), ja que els raigs de llum prop de l'horitzó han de penetrar en una capa més densa i tenir camins més llargs a través de l'atmosfera abans d'arribar a l'observador. El centelleig atmosfèric es mesura quantitativament amb un escintil·lòmetre. Els efectes del centelleig es redueixen utilitzant una obertura del receptor més gran; aquest efecte es coneix com a mitjana d'obertura.
Tot i que és probable que la llum de les estrelles i altres objectes astronòmics centellegin, el centelleig astronòmic, normalment no fa que les imatges dels planetes centellegin de manera apreciable. Les estrelles centellegen perquè estan tan lluny de la Terra que apareixen com a fonts puntuals de llum fàcilment pertorbades per la turbulència atmosfèrica de la Terra, que actua com lents i prismes que desvien el camí de la llum. Els grans objectes astronòmics més propers a la Terra, com la Lluna i altres planetes, abasten molts punts de l'espai i es poden resoldre com a objectes amb diàmetres observables. Amb múltiples punts de llum observats travessant l'atmosfera, les desviacions de la seva llum són mitjanes i l'espectador percep menys variació de la llum que procedeix d'ells.